# Щеврик перуанський
Щеврик перуанський (Anthus peruvianus) — вид горобцеподібних птахів родини плискових (Motacillidae).

## Поширення
Вид поширений вздовж тихоокеанського узбережжя на заході Перу та крайній півночі Чилі. Мешкає в посушливих долинах і степах.